# Ton Koopman
Antonius Gerhardus Michael Koopman (nascido em 2 de outubro de 1944), conhecido profissionalmente como Ton Koopman, é um maestro, organista, cravista e musicólogo holandês, conhecido principalmente por ser o fundador e diretor da Amsterdam Baroque Orchestra & Choir. 
Ele é professor no Conservatório Real de Haia e na Universidade de Leiden. Em abril de 2003, ele foi nomeado cavaleiro na Holanda e recebeu a Ordem do Leão Neerlandês.

## Biografia
Koopman teve uma "educação clássica" e depois estudou órgão (com Simon C. Jansen), cravo (com Gustav Leonhardt) e musicologia no conservatório de Amsterdã. Especializou-se em música barroca e recebeu o Prix d'Excellence para órgão e cravo.
No órgão, nunca aprendeu a tocar com calcanhar e com a ponta dos pés e, devido à sua baixa estatura, sempre toca com a ponta dos pés na pedaleira. Esta é uma prática barroca autêntica.
Koopman fundou a Amsterdam Baroque Orchestra em 1979 e o Amsterdam Baroque Choir em 1992 – agora combinados como Amsterdam Baroque Orchestra & Choir – e foi Diretor Fundador da Portland Baroque Orchestra em 1984. Koopman concentra-se na música barroca, especialmente a de Bach e é uma figura de destaque no movimento da "performance autêntica" . Embora vários regentes de música antiga tenham se aventurado em músicas mais recentes, Koopman não. Ele disse: "Eu traço a linha na morte de Mozart" (1791).  Uma exceção é a gravação do Concerto Champêtre de Francis Poulenc, escrito em 1928.

### Cantatas de Bach
Entre os projetos mais ambiciosos de Koopman estava a gravação do ciclo completo de todas as cantatas de Bach,  projeto concluído em 2005. Este projeto começou quando Koopman era um artista do selo francês Erato Classics. No entanto, após 12 volumes (36 CDs), o projeto foi paralisado quando a proprietária Warner Classics encerrou sua subsidiária francesa em 2002. Koopman conseguiu comprar de volta os direitos dos primeiros 12 volumes e continuar a série em 2003 com seu próprio selo Antoine Marchand, distribuído pela Challenge Classics. "Antoine Marchand" é uma tradução francesa de seu próprio nome. 
Os solistas do projeto foram, entre outros, Lisa Larsson, Cornelia Samuelis, Sandrine Piau, Sibylla Rubens, Barbara Schlick, Caroline Stam, Deborah York e Johannette Zomer, Bogna Bartosz, Michael Chance, Franziska Gottwald, Bernhard Landauer, Elisabeth von Magnus, Annette Markert e Kai Wessel, Paul Agnew, Jörg Dürmüller, James Gilchrist, Christoph Prégardien e Gerd Türk e Klaus Mertens.

### Buxtehude
Além das obras de Bach, Koopman há muito tempo defende a música do professor e predecessor de Bach, Dieterich Buxtehude. Ele já havia gravado as obras de teclado para Philips Classics e várias cantatas para Erato. Ele foi eleito presidente da "International Dieterich Buxtehude Society" em 2004. Após a conclusão do projeto das cantatas de Bach, Koopman embarcou na gravação das obras completas de Buxtehude. Em 2005 iniciou Dieterich Buxtehude – Opera Omnia, projeto de registro da obra completa de Dieterich Buxtehude, que concluiu em outubro de 2014.

### Outros projetos
Além de seu trabalho com a Amsterdam Baroque Orchestra & Choir, ele é frequentemente requisitado como maestro convidado e como cravista e organista. Em 2011, Koopman iniciou um período de três anos como artista residente na Orquestra de Cleveland. 
Seu objetivo é sempre obter autenticidade na execução, usando instrumentos históricos da época do compositor e/ou cópias exatas deles, muitas vezes usando temperamentos musicais históricos e adotando o estilo de execução dos compositores ou seus contemporâneos. O estudioso (e colega tecladista/maestro) John Butt criticou a interpretação de Koopman das Variações Goldberg de Bach por seu uso excessivo de ornamentação,  que ele atribui a um desejo de diferenciar sua interpretação daquelas de Gustav Leonhardt.

## Vida pessoal
Koopman é casado com Tini Mathot, que também é cravista e fortepianista, e os dois frequentemente se apresentam juntos. Mathot também é seu principal produtor musical, bem como professor no Royal Conservatory.  Em 11 de outubro de 2012, o documentário Live to be a Hundred - a year in the life of Ton Koopman foi lançado nos cinemas holandeses.

## Discografia
A extensa discografia de Koopman inclui as cantatas e obras de órgão completas de Bach, a Paixão de São Mateus (duas vezes) e a Paixão de São João, Missa em Si menor, Oratório de Natal, uma gravação de sua própria reconstrução da Paixão de São Marcos perdida, concertos e obras para cravo de Bach, as obras completas para teclado de Sweelinck, as obras completas de Buxtehude, os concertos completos para cravo de Haydn, a Missa da Coroação de Mozart, Vésperas e Requiem, um ciclo de sinfonias de Mozart e Haydn, as primeiras obras para teclado de Mozart K. 1a-5 e Mozart 3 Concertos para Cravo segundo JC Bach, K. 107. Ele rege 8 solistas, Nancy Zijlstra, Barbara Schlick, soprano, Klaus Mertens, Peter Kooij, baixo, Dominique Visse, Kai Wessel, contratenor, Christoph Prégardien, Harry Van Berne, tenor e The Amsterdam Baroque Orchestra para «Les Motets à double Chœur» H.403, H.404, H.135, H.136, H.137, H.392, H.410, H.167 de Marc-Antoine Charpentier, (2 CD Erato 1992), As Quatro Estações de Vivaldi, O Messias de Händel e Concertos para Órgão. Koopman recebeu muitos prêmios por suas gravações.